# Hippolyte Mailly
Pour les articles homonymes, voir Mailly.
Hippolyte Mailly, né le 13 mars 1829 à Villers-Cotterêts (Aisne) et mort le 16 septembre 1888 à Bazancourt (Marne), est un dessinateur-lithographe et photographe français.

## Biographie
Hippolyte Mailly naît le 13 mars 1829 à Villers-Cotterêts (Aisne).
Élève de M. Collette et s'étant fait connaitre par ses charges-métamorphoses, Mailly a collaboré à plusieurs journaux du Second Empire, le Bouffon, le Hanneton.
Il a publié, en 1868, une série de portraits sous le titre de : Recueil de 36 binettes contemporaines, auquel ont succédé d’autres séries. Pendant la guerre, une suite lui a été donnée avec Le Pilori.
Établi au 169 rue Montmartre, après les événements de 1871, il a parcouru la province, faisant des photographies et des charges.
Dans ses derniers temps, il était à Reims et publiait des caricatures dans un journal de cette ville. Il meurt le 16 septembre 1888 à Bazancourt (Marne).

## Œuvres

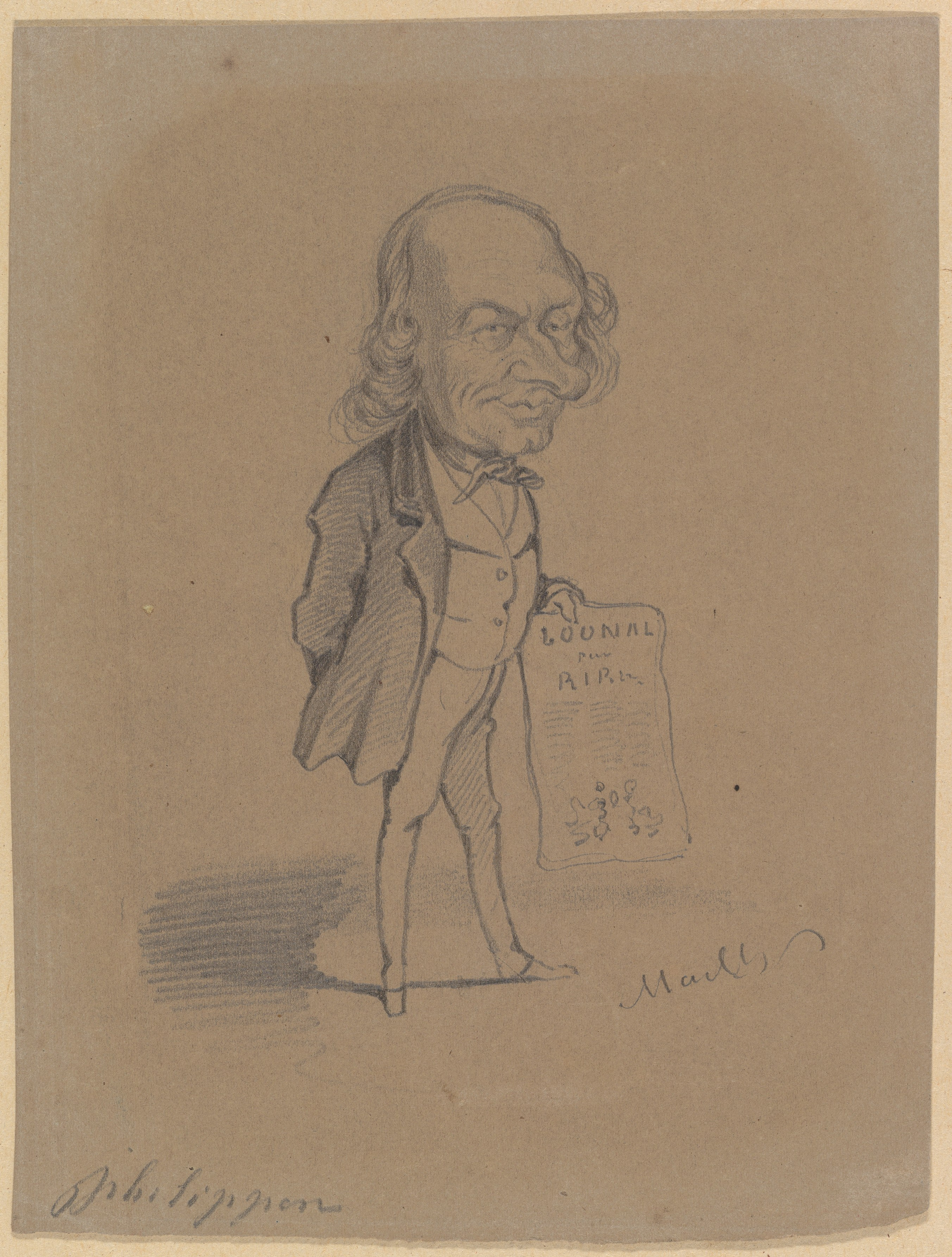
Carricature de Hyppolite Mailly représentant Charles Philipon, d'après Nadar (1859, Metropolitan Museum of Art).

- Portrait de l’auteur , dessin, 1848.
- Portrait de l’Empereur pendant la campagne d’Italie, 1865.
- Portrait de S. M. l’Empereur, 1867.
- Portrait de Mlle M…, 1869.